# Horváth Lilla
Horváth Lilla (Győr, 1991. december 30. –) labdarúgó, csatár. Jelenleg a Viktória FC labdarúgója.

## Pályafutása

### Klubcsapatban
2006 és 2009 között a Győri ETO FC labdarúgója volt, ahol 47 bajnoki mérkőzésen szerepelt és hét gólt szerzett. 2009 és 2011 év végéig az 1. FC Femina játékosa volt. 2012 februárjában a szombathelyi Viktória FC együtteséhez szerződött.

## Sikerei, díjai
- Magyar bajnokság
  - 2.: 2011–12
  - 3.: 2012–13
- Magyar kupa
  - döntős: 2012